# Barra do Ribeiro
Barra do Ribeiro là một đô thị thuộc bang Rio Grande do Sul, Brasil. Đô thị này có diện tích 730,816 km², dân số năm 2007 là 11423 người, mật độ 15,63 người/km².